# 三星Galaxy Mini
Samsung Galaxy Mini是一款由三星电子在2011年春季公布的Android智能手机。在印度的型号为Samsung Galaxy Pop；在个别国家的型号为Samsung Galaxy Next。
三星提供了四种不同颜色——青灰色、白色、灰绿色和橙色。

## 特性
Samsung Galaxy Mini是一款3.5G智能手机，它支持GSM网络。它拥有一块3.14英寸TFT电容触摸屏，分辨率为QVGA（240x320）像素。而且它还拥有一颗300万像素的主摄像头，支持录制QVGA（320x240）级别的视频。同时配备了一块1200毫安时锂电池。
2011年5月，三星电子宣布为Samsung Galaxy Mini升级到Android 2.3操作系统。

## 缺点
CPU过于老旧，不支持ARMv7指令集和Adobe Flash Player插件。